# Liljana Tomovová
Liljana Tomovová (bulharsky Лиляна Томова-Тодоровa; * 9. srpna 1946 Plovdiv) je bývalá bulharská atletka, mistryně Evropy v běhu na 800 metrů z roku 1974.
V roce 1974 zvítězila na evropském šampionátu v běhu na 800 metrů, vybojovala rovněž stříbrnou medaili v závodě na 1500 metrů. V obou závodech si vytvořila osobní rekordy – 1:58,14 a 4:05,0. Celkem pětkrát byla mistryní Bulharska v běhu na 400 metrů.